# FC Machida Zelvia
Der Football Club Machida Zelvia (jap. FC町田ゼルビア, Efu Shī Machida Zerubia) ist ein japanischer Fußballklub aus Machida in der Präfektur Tokio. Aktuell spielt der Verein in der J1 League.
Den Beinamen Zelvia gab sich das Team 2009 und ist eine Zusammensetzung aus der japanischen Zelkove (dem Baum der Stadt Machida) und dem engl. Begriff salvia (deutsch Salbei).

## Geschichte
Die Stadt Machida ist auch bekannt als das „Brasilien Tokios“, da dort eine unvergleichbare Fußballkultur vorherrscht. Einige der bekanntesten Spieler der J. League entstammen der 1977 gegründeten Fußballschule des FC Machida. Um diese Talente halten zu können, wurde 1989 deshalb ein eigenes Top-Team gegründet. Dieses ging 2003 in den Athletic Club Machida auf und schaffte 2005 den Sprung in die Kantō League, bis man im Jahr 2008 bereits den Aufstieg in die Japan Football League erlangte.
Recht schnell nannte man das Ziel des Vereins in die J. League Division 2 aufgenommen zu werden. Allerdings reichten zu dem Zeitpunkt weder die sportlichen Leistungen, noch die durchschnittliche Zuschauerzahl von etwa 3.000 Zuschauern pro Spiel.
Nach der Verpflichtung von Naoki Soma (Spieler während der Fußball-Weltmeisterschaft 1998) als Chef-Trainer und einiger aus der J. League bekannte Spieler, stellte sich 2010 der sportliche Erfolg ein, der seinen Höhepunkt im Sieg gegen den Erzrivalen Tokyo Verdy im Kaiserpokal fand, jedoch beendete die Niederlage gegen Albirex Niigata die Pokalambitionen des Vereins.
Trotz Ausbaus des Stadions entsprach es immer noch nicht den Vorgaben der J. League und so wurde bis Anfang 2011 erneut renoviert.
Als Cheftrainer wurde Ranko Popovic eingestellt, ehemals Trainer des J.League Veteranen Ōita Trinita, und mit dem dritten Platz ergatterte man für die Saison 2012 den erwünschten Platz in der zweiten japanischen Profiliga. Nach nur einer Saison stieg Zelvia jedoch als Tabellenletzter wieder in die Japan Football League ab. Zur Saison 2014 zählte der Verein zu den Gründungsmitgliedern der J3 League. Am Ende der Saison 2015 erreichte die Mannschaft den zweiten Platz, der zur Teilnahme an den Relegationsspielen gegen den Vorletzten der J2 League 2015 berechtigte. Dort konnte Gegner Ōita Trinita bezwungen werden, was gleichbedeutend mit der Rückkehr in die J2 League war.
Die Leistungen in der zweiten Liga waren entweder gut oder schlecht. Direkt nach der Aufstiegssaison schaffte man es auf den 7. Tabellenplatz und verpasste die Aufstiegsrelegation trotz Punktgleichheit nur wegen des schlechteren Torverhältnisses. Demgegenüber fand man sich in der Folgesaison im unteren Tabellendrittel auf Platz 16 wieder. In der Saison 2018 schaffte man es wiederum auf Platz 4, der für die Aufstiegsrelegation berechtigte. Allerdings bekam Zelvia keine Lizenz für die erste Liga und durfte dadurch nicht an der Aufstiegsrelegation teilnehmen. Nach zwei weiteren schlechten Jahren (Platz 18 und Platz 19) gelang 2021 wieder eine Platzierung weit oben. Als 5. der Abschlusstabelle hätte man sich wie sonst üblich für die Aufstiegsrelegation qualifiziert, aber durch die wirtschaftlichen Folgen der COVID-19-Pandemie sollten aus der ersten Liga keine Mannschaften absteigen und nur die ersten beiden der zweiten Liga direkt aufsteigen. Eine Aufstiegsrelegation wurde demnach nicht ausgespielt. Nach erneut einem Jahr im unteren Tabellendrittel (15. Platz) wurde am 39. Spieltag der Saison 2023 schließlich mit einem Auswärtssieg bei Roasso Kumamoto der erstmalige Aufstieg in die erste Liga besiegelt, da die Mannschaft nicht mehr von einem Aufstiegsplatz verdrängt werden konnte. Einen Spieltag später stand Machida Zelvia zudem als Meister fest. Im Kaiserpokal erreichte man in der gleichen Saison das bisher beste Ergebnis, da man erstmals das Achtelfinale erreichte und dort knapp an Erstligist Albirex Niigata scheiterte.
Die Premierensaison des Vereins in der J1 League 2024 verlief äußerst erfolgreich. Von Beginn an setzte sich die Mannschaft durch Siege gegen die meisten Konkurrenten im oberen Tabellendrittel fest, zur Saisonhalbzeit war man sogar Tabellenführer. Am Ende wurde die Saison auf dem 3. Tabellenplatz abgeschlossen, wodurch sich Machida Zelvia aufgrund des Double-Sieges aus Meisterschaft und Kaiserpokal von Vissel Kōbe sogar für die Teilnahme an der AFC Champions League Elite 2025/26 qualifizierte.

## Erfolge
- Japanischer Zweitligameister: 2023  ▲
- Qualifikation für die AFC Champions League Elite: 2024

## Stadion
Das „Städtische Leichtathletikstadion Machida“ (jap. 町田市立陸上競技場, Machida-shiritsu rijujō kyōgijō, engl. Machida Municipal Athletic Stadium), auch nach dem Stadtteil Nozuta, in dem es steht, Nozuta-Stadion (Nozuta-kyōgijō) genannt, wurde seit 2009 für den Aufstieg vorbereitet. Eine Lichtanlage wurde installiert, um Spiele zu Nachtzeiten zu ermöglichen und die Zuschauerkapazität von ehemals 6.200 aufgestockt. Dies für die J2 League notwendige Kapazität über 10.000 Plätzen wurde schließlich nach einer Erweiterung zur Saison 2013 erreicht. Im Jahr 2021 wurden die Bauarbeiten zur Erweiterung der Rücktribüne abgeschlossen, wodurch sich die Zuschauerzahl auf 15.489 erhöht hat.

## Aktueller Kader
Stand: März 2025
| Nr. |            | Position | Name                   |
| --- | ---------- | -------- | ---------------------- |
| 1   | Japan      | TW       | Kōsei Tani             |
| 3   | Japan      | AB       | Gen Shōji              |
| 4   | Japan      | AB       | Ryūho Kikuchi          |
| 5   | Kosovo     | AB       | Ibrahim Drešević       |
| 6   | Japan      | AB       | Henry Heroki Mochizuki |
| 7   | Japan      | ST       | Yuki Soma              |
| 8   | Japan      | MF       | Keiya Sentō            |
| 9   | Japan      | ST       | Shōta Fujio            |
| 10  | Korea Sud  | ST       | Na Sang-ho             |
| 13  | Japan      | TW       | Tatsuya Morita         |
| 15  | Australien | ST       | Mitchell Duke          |
| 16  | Japan      | MF       | Hiroyuki Mae           |
| 17  | Myanmar    | TW       | Kaung Zan Mara         |
| 18  | Japan      | MF       | Hokuto Shimoda         |
| 19  | Japan      | AB       | Yūta Nakayama          |
| 20  | Japan      | ST       | Takuma Nishimura       |

| Nr. |           | Position | Name               |
| --- | --------- | -------- | ------------------ |
| 22  | Japan     | ST       | Takaya Numata      |
| 23  | Japan     | MF       | Ryōhei Shirasaki   |
| 26  | Japan     | AB       | Kotaro Hayashi     |
| 28  | Korea Sud | MF       | Cha Je-hoon        |
| 30  | Japan     | ST       | Yuki Nakashima     |
| 38  | Japan     | MF       | Tenshiro Takasaki  |
| 39  | Chile     | MF       | Byron Vásquez      |
| 44  | Japan     | TW       | Yoshiaki Arai      |
| 46  | Japan     | MF       | Ken Higuchi        |
| 49  | Japan     | ST       | Kanji Kuwayama     |
| 50  | Japan     | AB       | Daihachi Okamura   |
| 60  | Japan     | MF       | Chui Hiromu Mayaka |
| 77  | Japan     | AB       | Takumi Narasaka    |
| 88  | Japan     | AB       | Hotaka Nakamura    |
| 90  | Korea Sud | ST       | Oh Se-hun          |
| 99  | Japan     | MF       | Daigo Takahashi    |

## Trainerchronik
| Trainer         | Nation             | von               |                   |
| --------------- | ------------------ | ----------------- | ----------------- |
| Tetsuya Totsuka | Japan              | 1. Februar 2008   | 31. Januar 2010   |
| Naoki Sōma      | Japan              | 1. Februar 2010   | 31. Januar 2011   |
| Ranko Popović   | Serbien Österreich | 15. Dezember 2010 | 31. Januar 2012   |
| Osvaldo Ardiles | Argentinien        | 1. Februar 2012   | 17. November 2012 |
| Yutaka Akita    | Japan              | 26. November 2012 | 25. Juni 2013     |
| Naoki Kusunose  | Japan              | 25. Juni 2013     | 31. Januar 2014   |
| Naoki Sōma      | Japan              | 1. Februar 2014   | 31. Januar 2020   |
| Ranko Popović   | Serbien Österreich | 1. Februar 2020   | 31. Januar 2023   |
| Gō Kuroda       | Japan              | 1. Februar 2023   | heute             |

## Saisonplatzierung
| Saisons | Līga | Teams | Platz | Zuschauer | J. League Cup | Kaiserpokal  | AFC Champions League |
| ------- | ---- | ----- | ----- | --------- | ------------- | ------------ | -------------------- |
| 2006    | KSL2 | 8     | 1. ▲  |           |               | -            |                      |
| 2007    | KSL1 | 8     | 1.    |           |               | -            |                      |
| 2008    | KSL1 | 8     | 1. ▲  |           |               | -            |                      |
| 2009    | JFL  | 18    | 6.    |           |               | -            |                      |
| 2010    | JFL  | 18    | 3.    |           |               | 3. Runde     |                      |
| 2011    | JFL  | 18    | 3. ▲  |           |               | 2. Runde     |                      |
| 2012    | J2   | 22    | 22. ▼ | 4.597     |               | 4. Runde     |                      |
| 2013    | JFL  | 18    | 4. ▲  |           |               | -            |                      |
| 2014    | J3   | 12    | 3.    | 2.798     |               | -            |                      |
| 2015    | J3   | 13    | 2. ▲  | 3.157     |               | 4. Runde     |                      |
| 2016    | J2   | 22    | 7.    | 5.476     |               | 1. Runde     |                      |
| 2017    | J2   | 22    | 16.   | 5.142     |               | 2. Runde     |                      |
| 2018    | J2   | 22    | 4.    | 5.835     |               | 3. Runde     |                      |
| 2019    | J2   | 22    | 18.   | 5.676     |               | 2. Runde     |                      |
| 2020    | J2   | 22    | 19.   | 1.874     |               | -            |                      |
| 2021    | J2   | 22    | 5.    | 2.578     |               | 2. Runde     |                      |
| 2022    | J2   | 22    | 15.   | 3.243     |               | 2. Runde     |                      |
| 2023    | J2   | 22    | 1. ▲  | 7.426     |               | Achtelfinale |                      |
| 2024    | J1   | 20    | 3.    | 17.610    | Viertelfinale | 2. Runde     |                      |
| 2025    | J1   | 20    |       |           |               |              |                      |

JFL: Japan Football League (4. Ligaebene)
KSLx: Kantō Soccer League Division x (5./6. Ligaebene)